# Nymphon ochoticum
Nymphon ochoticum is een zeespin uit de familie Nymphonidae. De soort behoort tot het geslacht Nymphon. Nymphon ochoticum werd in 1961 voor het eerst wetenschappelijk beschreven door Losina-Losinsky. 